# 豊田合成スコーピオンズ
豊田合成スコーピオンズ（Toyoda Gosei Scorpions）は、愛知県に本拠を置く日本社会人バスケットボールリーグ（SBL）のチーム。SB2リーグ、男子東海・北信越地区に所属。
母体企業は豊田合成株式会社。2023-24シーズンまではジャパン・バスケットボールリーグ（B3リーグ）に加盟していた。

## 概要
企業チーム（実業団）であり、社業と兼ね合いのもとで活動している。2021-22シーズンをもって、同じトヨタグループで安城市を拠点としていたアイシン アレイオンズが活動休止となったため、企業チームとしてB3リーグに加盟していた最後のチームであった。
チーム名には、「泥臭くひた向きに戦いながら、敵を倒す！」という思いが込められている。練習拠点は、豊田合成春日工場内での厚生センター。

### チームスローガン
- 「挑戦」[1]

以前は、強固な意志という意味の「Will of adamant」をスローガンにしていた。2007年4月にキャプテンに就任した加藤貴則により考案された。

### 歴代ユニフォーム
| HOME      | HOME      | HOME      | HOME      | HOME      |
| --------- | --------- | --------- | --------- | --------- |
| 2019 - 20 | 2020 - 21 | 2021 - 22 | 2022 - 23 | 2023 - 24 |
|           |           |           |           |           |

| AWAY      | AWAY      | AWAY      | AWAY      | AWAY      |
| --------- | --------- | --------- | --------- | --------- |
| 2019 - 20 | 2020 - 21 | 2021 - 22 | 2022 - 23 | 2023 - 24 |
|           |           |           |           |           |

| 2021 - 22 3rd |
|               |

### マスコットキャラクター
- スコッピー

2020年12月1日に登場。モチーフは犬で、蠍の帽子をかぶっている。背番号は創部年である1980。

### 開催アリーナ

#### B3.LEAGUE
| 年度    | 参加 クラス | 全体の ホームゲーム数 | 合成記念 | その他の会場                                                                     |
| 2016-17 | B3          | 16                    |          | 大治：4 小牧：4 合成C：2 春日井：2 枇杷島：2 一宮：2                             |
| 2017-18 | B3          | 16                    |          | 合成C：4 大治：2 小牧：2 枇杷島：2 一宮：2 関：2 高山：1 下呂：1                 |
| 2018-19 | B3          | 18                    |          | 犬山：4 合成C：2 小牧：2 春日井：2 名古屋市：2 一宮：2 北名古屋：2 甚目寺：2     |
| 2019-20 | B3          | 22                    |          | 大治：4 合成C：4 犬山：2 甚目寺：2 小牧：2 春日井：2 北名古屋：2 東郷：2 下呂：2 |
| 2020-21 | B3          | 18                    | 14       | 合成C：4                                                                         |
| 2021-22 | B3          | 24                    | 16       | 甚目寺：6 碧南：2                                                                |
| 2022-23 | B3          | 26                    | 18       | 甚目寺：6 春日井：2                                                              |
| 2023-24 | B3          | 24                    | 10       | 甚目寺：4 大治：4 春日井：2 小牧：2 下呂：2                                      |

凡例
合成記念 - 豊田合成記念体育館
合成C - 豊田合成健康管理センター
大治 - 大治町スポーツセンター
小牧 - パークアリーナ小牧
春日井 - 春日井市総合体育館
枇杷島 - 枇杷島スポーツセンター
名古屋市 - 名古屋市体育館
一宮 - 一宮市総合体育館
犬山 - エナジーサポートアリーナ
北名古屋 - 北名古屋市健康ドーム
甚目寺 - あま市甚目寺総合体育館
東郷 - 東郷町総合体育館
碧南 - 碧南市臨海体育館
関 - 関市総合体育館
高山 - 飛騨高山ビッグアリーナ
下呂 - 下呂交流会館

## 歴史
- 1980年創部。愛知県10部からスタート。
- 1982年、愛知県10部で優勝。
- 1989年、愛知県2部に昇格。
- 1990年、全日本実業団競技大会（2005年に全日本実業団選手権へ改称）で初の全国の舞台へ。
- 2005年、第15回全日本実業団競技大会（2004年まで全日本実業団選手権として開催）で初優勝。同年、第1回全日本社会人選手権も優勝し初代王者に輝く。
- 2006年、日本リーグに昇格。
- 2007年、JBL2所属となる。
- 2013年、NBDLに所属。
- 2016年、リーグ再編により、B3リーグに加盟。「ファーストステージ」「レギュラーシーズン」「ファイナルステージ」の3ステージ制で行われるが、「レギュラーシーズン」のみ参加。
- 2019年、3ステージ制が廃止となり、12クラブによる1クラブ60試合（任意の8クラブと6回戦総当たり及び、任意の3クラブと4回戦総当たり）のレギュラーシーズンとなる。
- 2024年、プロクラブ化を断念し、2023-24シーズンを以てB3リーグを退会[5]。
- 2025年、SBLの東海・北信越SB2リーグに参入[6]。

## 成績

### 過去のリーグ戦

#### JBL2
| 年度    | リーグ | 回 | レギュラーシーズン | レギュラーシーズン | レギュラーシーズン | セミファイナル               | セミファイナル               | ファイナル                   | ファイナル                   | 最終結果                     |
| 年度    | リーグ | 回 | 勝                 | 敗                 | 順位               | 勝                           | 敗                           | 勝                           | 敗                           | 最終結果                     |
| ------- | ------ | -- | ------------------ | ------------------ | ------------------ | ---------------------------- | ---------------------------- | ---------------------------- | ---------------------------- | ---------------------------- |
| 2007-08 | JBL2   | 1  | 5                  | 11                 | 6位                | ---                          | ---                          | ---                          | ---                          | 6位                          |
| 2008-09 | JBL2   | 2  | 10                 | 4                  | 3位                | 0                            | 1                            | ---                          | ---                          | 3位                          |
| 2009-10 | JBL2   | 3  | 5                  | 16                 | 7位                | ---                          | ---                          | ---                          | ---                          | 7位                          |
| 2010-11 | JBL2   | 4  | 8                  | 14                 | 7位                | 震災のためプレイオフ実施せず | 震災のためプレイオフ実施せず | 震災のためプレイオフ実施せず | 震災のためプレイオフ実施せず | 震災のためプレイオフ実施せず |
| 2011-12 | JBL2   | 5  | 4                  | 23                 | 9位                | ---                          | ---                          | ---                          | ---                          | 9位                          |
| 2012-13 | JBL2   | 6  | 8                  | 24                 | 西5位              | ---                          | ---                          | ---                          | ---                          | 10位                         |

#### NBDL
※レギュラーシーズンのゲーム差は1位とのゲーム差、()内はプレーオフ出場圏内の4位とのゲーム差
| 年度    | レギュラーシーズン | レギュラーシーズン | レギュラーシーズン | レギュラーシーズン | レギュラーシーズン | レギュラーシーズン | レギュラーシーズン | レギュラーシーズン | 最終結果 | HC | 備考 |
| 年度    | 勝                 | 敗                 | 勝率               | ゲーム差           | 得点               | 失点               | 得失点差           | 順位               | 最終結果 | HC | 備考 |
| ------- | ------------------ | ------------------ | ------------------ | ------------------ | ------------------ | ------------------ | ------------------ | ------------------ | -------- | -- | ---- |
| 2013-14 | 12                 | 20                 | .375               | 18.0(5.0)          | 70.6               | 77.6               | -7.0               | 5位                | 5位      |    |      |
| 2014-15 | 11                 | 21                 | .344               | 19.0(5.0)          | 71.8               | 77.5               | -5.7               | 6位                | 6位      |    |      |
| 2015-16 | 5                  | 31                 | .139               | 27.0(18.0)         | 67.0               | 79.9               | -12.9              | 10位               | 10位     |    |      |